# Anasuya Bharadwaj
Anasuya Bharadwaj, née le 15 mai 1983, est une présentatrice de télévision et une actrice du cinéma indien et plus particulièrement à Tollywood , le cinéma télougou. Elle a reçu deux prix SIIMA, un prix IIFA Utsavam et un Filmfare Award South pour ses prestations dans les films Kshanam (2016) et Rangasthalam (2018).